# Valeriana bolkarica
Valeriana bolkarica är en kaprifolväxtart som beskrevs av J. Contandriopoulos och P. Quezel. Valeriana bolkarica ingår i släktet vänderötter, och familjen kaprifolväxter. Inga underarter finns listade i Catalogue of Life.